# GRB 970228
GRB 970228 (XRF 970228) byl první gama záblesk (GRB), při kterém byl pozorován dosvit. Byl objeven 28. února 1997 v 02:58 UTC. Od roku 1993 fyzici předpověděli, že po záblesku následuje nižší energie (při vlnových délkách, jako jsou rádiové vlny, rentgenové záření a dokonce také viditelné světlo), ale až do této události byly záblesky pozorovány pouze u vysoce zářivých výbuchů – energetické záření gama (nejenergičtější forma elektromagnetického záření).
Záblesk měl ve své světelné křivce několik vrcholů a trval přibližně 80 sekund. Zvláštnost v křivce světla GRB 970228 naznačuje, že se mohla objevit také supernova. Pozice výbuchu se časově shodovala s galaxií vzdálenou 8,1 miliard světelných let (rudý posuv (z) = 0,695), což včas ukázalo, že se záblesky záření gama vyskytují daleko za Mléčnou dráhou.

## Pozorování
Gama záblesk (GRB) je velmi zářivý výbuch záření gama, což je nejenergičtější forma elektromagnetického záření. GRB byl poprvé objeven v roce 1967 družicemi Vela, sérií kosmických družic určených na detekci jaderných výbuchů na Zemi.
GRB 970228 byl objeven 28. února 1997 v 02:58 UTC pomocí Gamma-Ray Burst Monitor (GRBM) a jednoho z širokoúhlých objektivů Wide Field Cameras (WFC) na palubě BeppoSAX, italsko-německého satelitu, původně navrženého na studium rentgenových paprsků. V průběhu několika hodin tím BeepoSAX určil polohu záblesku společně s chybovou schránkou – malá oblast kolem specifické pozice, která odpovídala chybě v poloze 3 minut (úhlových). Záblesk byl také detekován vesmírnou sondou Ulysses.
Záblesk byl pozorován při rektascenzi 5h 01m 46,7s a deklinaci +11°46′53,0″ z optických snímků odebraných z teleskopu William Herschel Telescope na La Palme, který poskytoval první úhlo-sekundovou přesnost lokalizace jakéhokoli záblesku. Záblesk trval přibližně 80 sekund a měl několik vrcholů ve své světelné křivce. Záblesky mají velmi rozdílné časové profily a není úplně pochopeno, proč mají některé výbuchy vícenásobné vrcholy a některé mají pouze jeden. Jedním z možných vysvětlení je, že se vytvářejí vícenásobné vrcholy, když gama záblesk prochází precesí.

## Dosvit
V roce 1993 publikovali astronomové Bohdan Paczyński a James E. Rhoads článek, který tvrdil, že bez ohledu na typ výbuchu, který způsobuje záblesk, extrémní energie záblesku znamená, že záležitost z hostitele musí být vyvrhnuta při relativistické rychlosti v průběhu exploze. Předpověděli, že by interakce mezi objektem a mezihvězdným prostředím vytvořila rázovou vlnu. Kdyby se tato rázová vlna vyskytla v magnetickém poli, zrychlené elektrony by v něm vyzařovaly dlouhotrvající synchrotronové záření v rádiových frekvencích, jev, který by se dříve označoval jako rádiodosvit. Jonathan Katz později dospěl k závěru, že by se emise nižší energie neomezovala na rádiové vlny, ale měla by se pohybovat od frekvence rádiových vln, až po rentgenové paprsky, včetně viditelného světla.
Malé měřící přístroje na palubě BeepoSAX začaly pozorovat polohy GRB 970228 do osmi hodin od jeho objevu. Byl nalezen přechodný zdroj rentgenového záření, který v následujících dnech po záblesku zeslábl s mocninovým sklonem. Tento rentgenový dosvit byl prvním detektorem záblesku. Zákony rozpadu moci[ujasnit] byly od té doby uznány jako společné rysy v zábleskovém dosvitu, i přesto, že se většina dosvitů rozkládá různými rychlostmi v průběhu různých fází jejich života.
Optické snímky polohy záblesku GRB 970228 byly vytvořeny 1. a 8. března pomocí teleskopu William Herschel Telescope a teleskopu Isaac Newton Telescope. Porovnání snímků odhalilo objekt, který ve viditelném světle a infračerveném světle snížil svou jasnost. Toto byla optická záblesková exploze. Následná hlubší pozorování pomocí teleskopu New Technology Telescope ukázala, že se odlesk shodoval s vzdálenou malou galaxií: první důkaz extragalaktické, kosmologické povahy záblesků. Po tom, co záblesky zeslábly, velmi hluboké pozorování s Keckovými dalekohledy ukázalo, že základna galaxie má rudý posuv 0,695.
Předpovídaný rádiový dosvit se pro tento záblesk nikdy nezjistil. V době objevení tohoto záblesku se předpokládalo, že záblesky vyzařují izotropní záření. Následky tohoto záblesku a několika dalších: např. GRB 970508 a GRB 971214 - poskytly včasné důkazy o tom, že záblesky vyzařují záření v kolimovaných paprscích, což je charakteristika, která snižuje celkový energetický výkon záblesku o několik řádových velikostí.

## Vztah k supernovám

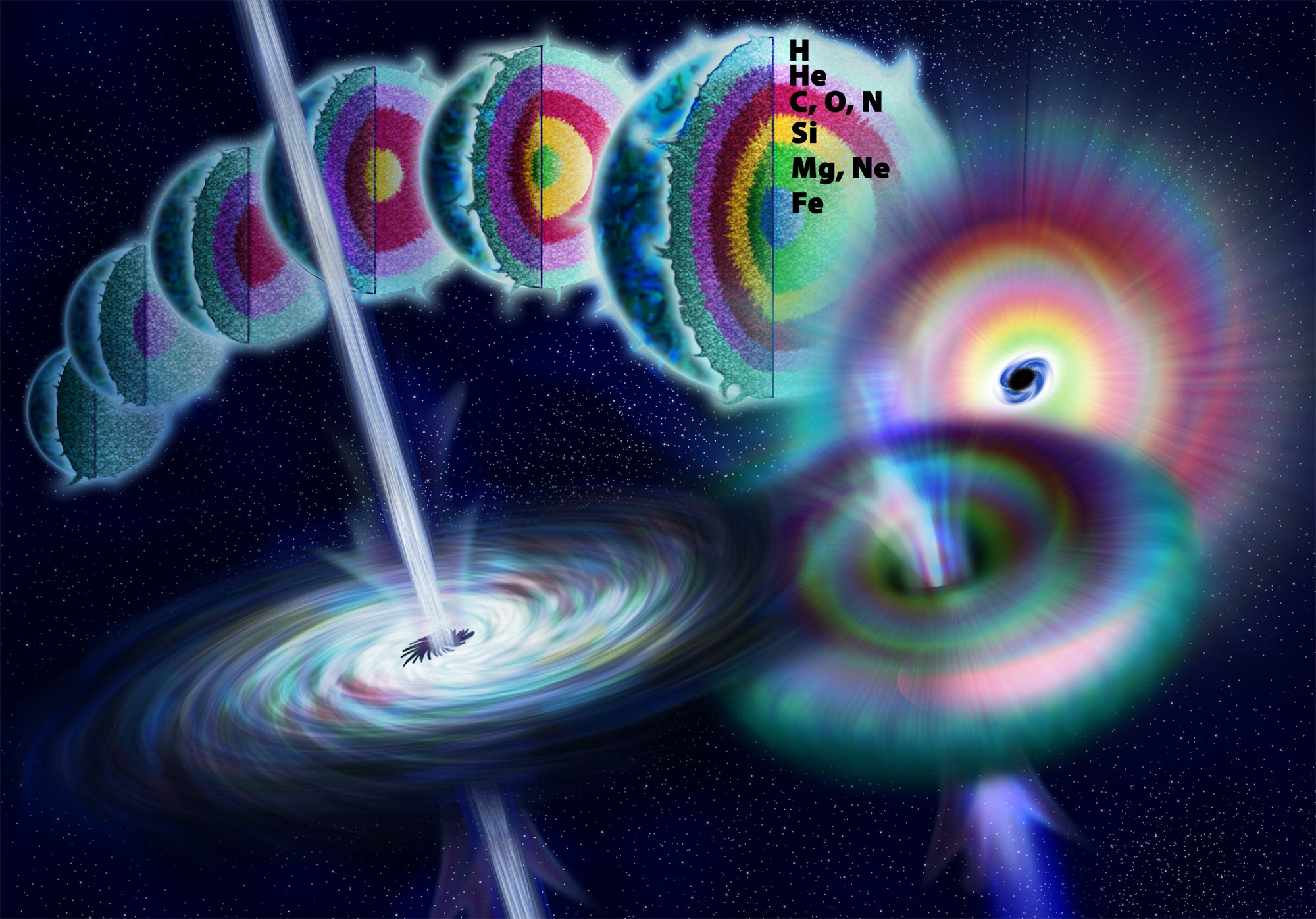
Umělecká ilustrace, která zobrazuje život masivní hvězdy, z které vzniká supernova, která se zhroutí do černé díry a vyzařuje záření gama podél osy otáčení

Daniel Reichart z Chicagské univerzity a Titus Galama z Amsterdamském univerzity nezávisle analyzovali optickou světelnou křivku GRB 970228, přičemž oba dospěli k závěru, ze hostitelský objekt mohl být několikrát před výbuchem záření gama podroben výbuchu supernov.
Galama analyzoval světelnou křivku záblesku a zjistil, že se jeho zářivost rozpadla v různých časech. Zářivost se v období od 6. do 7. dubna rozpadla pomaleji, než před a po těchto termínech. Galama dospěl k závěru, že starší světelné křivce dominuje samotný výbuch, kdežto novější světelná křivka byla produkovaná základní supernovou typu LC. Reichart poznamenal, že starší dosvit byl mnohem více červenější, než novější spektrum, což bylo pozorování, které bylo v rozporu s tehdejším preferovaným relativistickým modelem ohnivých koulí pro mechanismus emisí gama záblesku. Poznamenal také, že jediný záblesk s podobným časovým profilem byl GRB 980326, pro který již navrhl vztah k supernovám Joshua Bloom.
Alternativní vysvětlení světelných křivek světla GRB 970228 a GRB 980326 zahrnovalo prachové částice. Ačkoli GRB 980326 neposkytl dostatek informací na definitivní vyloučení tohoto vysvětlení, Reichart ukázal, že světelná křivka GRB 970228 mohla být způsobena pouze supernovou. Konečné důkazy spojující výbuchy záření gama a supernov byly nakonec nalezeny v spektru GRB 020813 a následném dosvitu GRB 030329. Funkce, které se podobají supernově, se ovšem projeví až za týdny po záblesku, což zanechává možnost, že velmi brzké změny zářivosti mohou být vysvětleny prachovými částicemi.

## Mateřská galaxie
V průběhu noci ve dnech 12. až 13. března uskutečnil Jorge Melnick pozorování tohoto regionu Novým technologickým teleskopem. Na místě výbuchu objevil slabý, mlhovině podobný objekt, skoro určitě dalekou galaxii. Ačkoli se vyskytla další naděje, že výbuch a tato galaxie společně nesouvisí, jejich polohová náhoda poskytla silné důkazy o tom, že se záblesky vyskytují ve vzdálených galaxiích a ne v Mléčné dráze. Tento závěr byl později podpořen pozorováním GRB 970508, prvního záblesku, který měl určen rudý posuv.
Pozice dosvitu byla měřitelně kompenzována centrem hostitelské galaxie a účinně vylučovala možnost, že vzplanutí vzniklo v aktivním galaktickém jádře. Rudý posuv galaxie byl později stanoven jako z = 0,695, což odpovídá vzdálenosti přibližně 8,123 × 109 ly. V této vzdálenosti by záblesk uvolnil celkem 5,2 × 1044 J, za předpokladu izotropní emise.